# Villamiel de Toledo (kommunhuvudort)
Villamiel de Toledo är en kommunhuvudort i Spanien. Den ligger i provinsen Toledo och regionen Kastilien-La Mancha, i den centrala delen av landet, 60 km sydväst om huvudstaden Madrid. Villamiel de Toledo ligger 483 meter över havet och antalet invånare är 725.
Terrängen runt Villamiel de Toledo är platt. Runt Villamiel de Toledo är det ganska tätbefolkat, med 100 invånare per kvadratkilometer. Närmaste större samhälle är Toledo, 14,8 km sydost om Villamiel de Toledo. Trakten runt Villamiel de Toledo består till största delen av jordbruksmark.